# Kiri Allan
Kiritapu Lyndsay Allan (nacida en 1984), más conocida como Kiri Allan, es una abogada y política neozelandesa. Fue legisladora en la Cámara de Representantes de Nueva Zelanda de 2017 a 2023, en representación del Partido Laborista en el electorado de la Costa Este.
Allan fue ministra júnior en el segundo mandato del Sexto Gobierno Laborista de Jacinda Ardern y ministra principal bajo el sucesor de Ardern, Chris Hipkins. Ocupó los cargos de Ministra de Gestión de Emergencias y Ministra de Conservación desde noviembre de 2020 hasta junio de 2022 y fue Ministra de Justicia desde junio de 2022 hasta julio de 2023.
En junio de 2023, surgieron preocupaciones sobre cómo Allan trataba a su personal. Allan decidió tomar un tiempo libre de sus funciones parlamentarias después de una ruptura sentimental y, el 24 de julio de 2023, renunció a sus funciones ministeriales después de ser arrestada por conducir imprudentemente la noche anterior. En mayo de 2024, Allan fue declarada culpable de dos cargos de conducir descuidadamente y no acompañar a un oficial de policía.

## Biografía
Allan nació en Te Karaka, como parte de una familia de ascendencia Ngāti Ranginui y Ngāti Tūwharetoa. Es la novena de diez hermanos y lleva el nombre de su abuela. Cuando era bebé, fue entregada a unos tíos, Gail y David Allan, que vivían en Paengaroa. Se crio en una comunidad cristiana pentecostal, lo que, según ella, contribuyó a su perspectiva sobre ayudar a los demás. Sus familiares eran limpiadores y trabajadores agrícolas que sufrieron despidos debido a las reformas "Rogernomics " en la década de 1980. Algunos miembros de su familia tuvieron experiencias con el sistema de justicia penal y Allan dijo más tarde que la reforma de la justicia penal fue una motivación para que ella ingresara tanto en el derecho como en la política.
Allan, que es lesbiana, luchó con las enseñanzas de su iglesia sobre su sexualidad cuando era adolescente y escribió en 2022 sobre sus experiencias durante la terapia de conversión. Después de ser descubierta a los 16 años, fue "expulsada de la casa por un tiempo" y finalmente abandonó la iglesia cuando tenía 18 años. Más tarde se unió a la iglesia Rātana.
Allan se mudó a Auckland a los 10 años; su educación secundaria fue en Auckland Girls' Grammar en Kahurangi, la unidad reo maorí. Dejó la escuela secundaria a los 16 años y comenzó a trabajar en una franquicia de KFC en West Auckland. También se unió al Sindicato de Trabajadores de Servicios y Alimentos. A los 17 años, hizo autostop hacia el sur y aceptó su siguiente trabajo como recolectora de cerezas en Blenheim.
Al regresar a Auckland, comenzó sus estudios universitarios en Unitec, estudiando lengua maorí y tikanga. Al año siguiente se matriculó en la Universidad Victoria de Wellington, donde estudió derecho y política, y se unió al Partido Laborista. Se decidió por la abogacía gracias al consejo del ex profesor de derecho de la Universidad de Otago, Mark Henaghan, con quien Allan se hizo amiga mientras trabajaba en un bar, y se unió al Partido Laborista después de que su profesora de política, Margaret Clark, le dijera que unirse a un partido político le enseñaría cómo funcionaba la política.
Durante sus estudios universitarios realizó pasantías con la primera ministra Helen Clark y más tarde con la abogada maorí Annette Sykes.
Después de terminar su carrera de derecho, fue asistente de juez durante un período antes de asumir un puesto en el bufete de abogados ChenPalmer, donde trabajó durante dos años. Posteriormente se unió a Kāhui Legal, una firma de abogados especializada en cuestiones relacionadas con el desarrollo maorí en Whakatāne antes de presentarse como candidata laborista por la jurisdicción de la Costa Este en 2017.

### Carrera parlamentaria
Allan se presentó como candidata a legisladora en el electorado de la Costa Este en las elecciones de 2017 y ocupó el puesto 21 en la lista del Partido Laborista. El ex vice primer ministro, Sir Michael Cullen, y su esposa, la exdiputada Lady Anne Collins, fueron los presidentes de campaña y mentores políticos de Allan. Quedó en segundo lugar detrás de Anne Tolley en las elecciones, pero ingresó al Parlamento a través de la lista del partido. En su discurso inaugural, el 9 de noviembre de 2017, Allan recordó la primera vez que vio Beehive a los 17 años y recitó un poema que había escrito en ese momento.
En su primer periodo en el Parlamento, Allan fue miembro del comité de finanzas y gastos y del comité de producción primaria  También fue elegida líder júnior del Partido Laborista. También se unió al Comité de Respuesta a Epidemias durante la pandemia de COVID-19 y fue presidenta del grupo rural laborista.
En 2018, lanzó el podcast político Authorized By con la diputada del Partido Verde Chlöe Swarbrick. A finales de año, Allan fue señalada como una de las legisladoras con mejor desempeño entre los parlamentarios y una potencial futura ministra.
Durante los debates parlamentarios, Allan en general mantuvo un historial de votación progresista, votando a favor de las terceras lecturas del Proyecto de Ley de Elección del Fin de la Vida y el Proyecto de Ley de Legislación sobre el Aborto. Anteriormente había votado en contra del proyecto de ley de elección del fin de la vida en la segunda lectura, debido a la preocupación de que no protegiera suficientemente a las personas vulnerables, y apoyó los esfuerzos de Jenny Marcroft para garantizar que el proyecto de ley se votara en un referéndum vinculante.
Antes de las elecciones generales de Nueva Zelanda de 2020, Allan ocupaba el puesto 25 en la lista del partido laborista y fue seleccionada para competir nuevamente en el electorado de la Costa Este. En medio de una victoria absoluta a nivel nacional para el Partido Laborista, Allan derrotó a la candidata del Partido Nacional de la Costa Este, Tania Tapsell, por 6331 votos para ganar su segundo mandato en el Parlamento y el primero como representante del electorado. Después de las elecciones, Allan fue una de varios parlamentarios que recibieron peticiones pidiendo al gobierno que cambiara las leyes relacionadas con los distritos y distritos electorales maoríes.

### Ministra del Sexto Gobierno Laborista

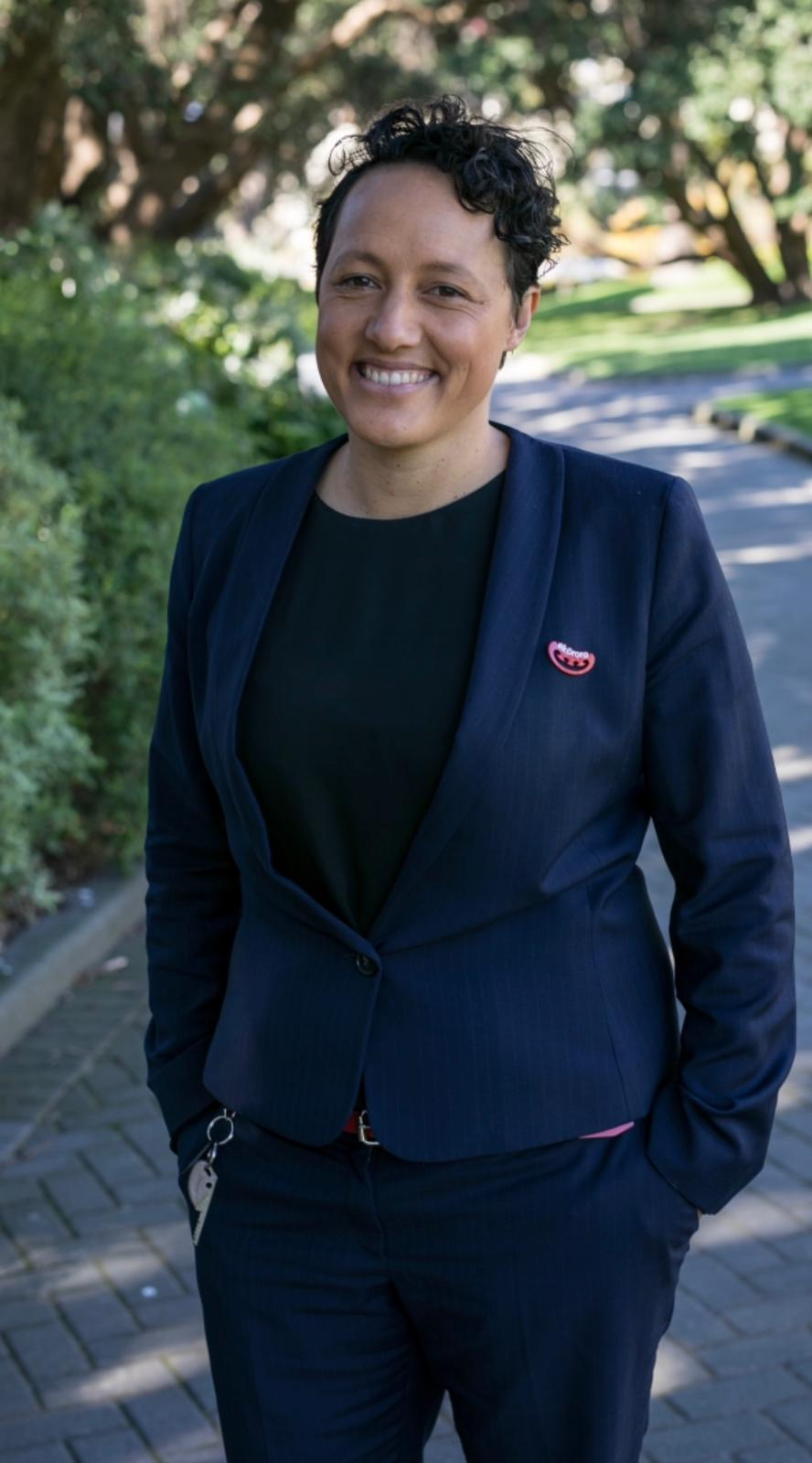
Kiri Allan en 2019.

El 2 de noviembre de 2020, la primera ministra Jacinda Ardern anunció que Kiri Allan ingresaría al gabinete durante su segundo mandato en el parlamento, convirtiéndose en Ministra de Conservación y Ministra de Gestión de Emergencias. Además, Allan asumió responsabilidades ministeriales asociadas en las carteras de Arte, Cultura y Patrimonio y Medio Ambiente.
Allan ganó prominencia a principios de 2021 cuando encabezó conferencias de prensa sobre gestión de emergencias sobre las amenazas de tsunami tras los repetidos terremotos en las islas Kermadec que provocaron la mayor evacuación en la historia de Nueva Zelanda. El estilo de comunicación firme pero informal de Allan recibió más elogios cuando se reveló que se había sometido a un examen médico que luego confirmó un diagnóstico de cáncer de cuello uterino en etapa 3 la misma mañana del desastre. Allan luego tomó una licencia de tres meses para buscar tratamiento y posteriormente fue declarada libre de cáncer.
Como ministra de Conservación, Allan supervisó la implementación continua del plan de empleo Jobs for Nature y la implementación de la estrategia de biodiversidad del gobierno. Anunció una revisión de la Ley de Vida Silvestre de 1953 en diciembre de 2021. Una semana después, como Ministra de Gestión de Emergencias, Allan anunció trabajos para modernizar la legislación de gestión de emergencias. Como ministra asociado de Arte, Cultura y Patrimonio, Allan fue responsable de una nueva ley que marcó la celebración de Matariki como un día festivo a partir de 2022.
En una reorganización de junio de 2022, Allan fue ascendida de sus funciones al cargo de Ministra de Justicia. También se unió al grupo ministerial económico del gobierno como Ministra Asociada de Finanzas. Tras la dimisión de Jacinda Ardern como primera ministra en enero de 2023, se especuló que Allan sería candidata a la dirección del partido, pero se negó a postularse y, en cambio, nominó conjuntamente la candidatura del ministro principal Chris Hipkins. Hipkins, como nuevo primer ministro, continuó con Allan en la cartera de justicia, la ascendió al décimo puesto en el Gabinete y también la nombró Ministra de Desarrollo Regional y Ministra Asociada de Transporte. Como parte de sus responsabilidades, fue la ministra a cargo de la respuesta al ciclón Gabrielle en las regiones de Gisborne y Bay of Plenty.
Como ministra de Justicia, Allan fue una legislador muy activa. En un momento se informó que de los 26 proyectos de ley gubernamentales que estaban siendo considerados por los comités, ella era responsable de seis. En tema de reforma del sistema judicial, Allan completó la derogación largamente prometida por el gobierno de la ley de sentencias de tres strikes, que había sido vinculada al encarcelamiento excesivo de maoríes, y también aumentó el acceso a la asistencia jurídica. Allan también lideró propuestas relacionadas con la venta y suministro de alcohol, incitación al odio, lucha contra el terrorismo, supresión de nombres, gestación subrogada y cabildeo.
De cara a las elecciones generales de 2023, el gobierno fue criticado por ser "blando con el crimen". En respuesta, el gobierno adoptó políticas de justicia juvenil "más duras", como la creación de un nuevo delito de asalto, que Allan anunció el 18 de julio de 2023. Allan dijo más tarde que estas políticas no estaban alineadas con sus valores personales y contribuyeron poco después a un colapso de su salud mental.
A mediados de 2023, Allan estuvo involucrada en una serie de escándalos personales y profesionales, incluidos comentarios inapropiados sobre las prácticas de contratación de Radio New Zealand y acusaciones de intimidación dentro de sus oficinas ministeriales. Al final, Allan renunció a sus funciones ministeriales y se negó a buscar la reelección después de ser arrestada por uso descuidado de un vehículo motorizado y negarse a acompañar a un oficial de policía cuando chocó su automóvil ministerial la noche del 23 de julio de 2023. En entrevistas del año siguiente, Allan reveló que tenía la intención de acabar con su vida esa noche.
El 11 de septiembre de 2023, a Allan se le concedió el uso del prefijo honorífico Honorable de por vida, en reconocimiento a su mandato como miembro del Consejo Ejecutivo de Nueva Zelanda.

## Controversias

### Acusaciones de intimidación
En junio de 2023, los jefes de dos agencias gubernamentales, el Departamento de Conservación (DOC) y la Agencia Nacional para el Manejo de Emergencias (NEMA), expresaron su preocupación sobre cómo Allan habría tratado a su personal en su oficina de gabinete. Esto luego de que saliera a la luz información de que alguien en comisión de servicio del DOC que trabajaba en la oficina de Allan había dejado su puesto "debido a las relaciones laborales en la oficina". Allan respondió a las acusaciones diciendo que nadie había presentado una queja formal sobre su comportamiento. El 3 de julio, mientras Allan se encontraba con licencia laboral, tanto ella como el primer ministro Chris Hipkins confirmaron que la licencia no era por motivos de salud mental. El primer ministro recordó a los ministros la necesidad de tratar a su personal con respeto y afirmó que discutiría con ella sus problemas laborales cuando regresara de un viaje a Europa.
El 14 de julio, Hipkins confirmó que Allan regresaría de su licencia el 17 de julio para reanudar sus funciones ministeriales y que también recibiría capacitación adicional para ayudarla a promover un "ambiente de trabajo positivo". Allan también se disculpó por su comportamiento pasado y se ofreció a hablar con cualquiera que quisiera hablar con ella individualmente. También resolvió promover un ambiente laboral positivo.

### Acusaciones penales y renuncia
El 23 de julio de 2023, Allan fue arrestada por uso negligente de un vehículo de motor y negarse a acompañar a un oficial de policía, después de estrellar su automóvil ministerial contra un automóvil estacionado. También recibió una notificación de infracción por exceso de alcohol en el aliento. Allan reconoció que todavía estaba luchando con problemas de salud mental y renunció a sus carteras ministeriales a la mañana siguiente. En un comunicado, reconoció que no podía compatibilizar sus dificultades personales "con la presión de ser ministra". Posteriormente, las carteras de Allan se asignaron a otros ministros, y Ginny Andersen asumió su cartera de justicia. El 25 de julio, Allan anunció que no participaría en las elecciones generales de Nueva Zelanda de 2023, pero que seguiría siendo diputada por la costa este hasta octubre de 2023. También se disculpó con Hipkins, sus colegas del gabinete y sus electores.
El 22 de mayo de 2024, Allan se declaró culpable de ambos cargos: conducir imprudentemente y no acompañar a un agente de policía. Inicialmente se esperaba que Allan enfrentara un juicio solo ante un juez por el cargo de no acompañar a un oficial de policía. La juez Brooke Gibson la condenó por ambos cargos pero la absolvió por el segundo cargo. Se le impuso una multa de 300 dólares neozelandeses por conducir imprudentemente y se le ordenó pagar 5296 dólares neozelandeses por los daños causados al vehículo. Allan no asistió al proceso de sentencia, pero estuvo representada por su abogado Christopher Stevenson, quien estuvo de acuerdo con el resumen de los hechos de que Allan se había negado a acompañar a un oficial de policía varias veces a pesar de que se le informó que un abogado estaría disponible en un "momento conveniente".

## Vida personal
Allan se casó con Natalie Coates en 2016 después de que se legalizara el matrimonio entre personas del mismo sexo en Nueva Zelanda. Tuvieron un bebé justo antes de las elecciones de 2017. Allan y Coates se divorciaron en mayo de 2022. Allan tuvo una relación anterior con otra diputada del Partido Laborista, Meka Whaitiri.
En abril de 2021, Allan anunció que tomaría una licencia médica del parlamento después de que le diagnosticaran cáncer de cuello uterino en etapa 3. En diciembre de 2021, anunció que después del tratamiento ya no tenía cáncer y alentó a otros a hacerse pruebas periódicas para detectar diferentes formas de cáncer.
Después de salir del Parlamento, Allan anunció en octubre de 2023 que estaba escribiendo un libro que sería publicado por Penguin y lanzó su propia consultoría de lobby. La consultoría fue registrada dos semanas después de que ella renunciara como ministra de Justicia, y cuando aún era diputada. Allan fue criticada por contribuir a la percepción de una "puerta giratoria" entre la política y el lobby debido a ello.